# Johann Wilhelm Linde
Johann Wilhelm Linde (* Januar 1760 in Thorn, Königlich Preußen; † 16. Februar 1840 in Danzig, Königreich Preußen) war ein deutscher Pfarrer und Schulinspektor in Danzig.
Linde war der Sohn des um 1749 aus Kulla in der schwedischen Provinz Dalekarlien zugewanderten Johann Jakobsen Lindt, der in Thorn Schlossermeister und Stadtrat wurde, und der Steinmetz-Tochter Anna Barbara Langenhan aus Coburg. Ein jüngerer Bruder war Samuel Linde (1771–1847), der als Sprachforscher und Schulleiter in Warschau tätig war.
Linde erhielt seine erste Ausbildung auf dem Thorner Gymnasium und besuchte während der Jahre 1778–1782 die Universität Leipzig und die Universität Halle. Schon 1782 gab er die Übersetzung des Jesus Sirach heraus, der August Hermann Niemeyer eine Abhandlung „Ueber die Methode die Moral in Sittensprüchen zu lehren“ mitgab. Nachdem er in den Jahren 1782–1784 in einigen Danziger Familien die Stelle eines Erziehers bekleidet hatte, wurde er von der städtischen Obrigkeit 1786 zum Konrektor der Marienkirchschule und 1792 zum Prediger an der Kirche des Hl. Geisthospitals berufen. Auf dieser Stelle ist er, obwohl er mehrfach zu höheren und einträglicheren Ämtern berufen wurde, bis zu seinem Tode geblieben. An sonstiger Anerkennung hat es ihm aber nicht gefehlt: 1817 erhielt er die Schulinspektion der Danziger Nehrung und 1825 die Superintendentur der altpreußischen Diözese Danziger Nehrung, 1824 von der Universität Greifswald die Doktorwürde. 1836 entsagte er wegen körperlicher Schwäche den meisten seiner Ämter und behielt nur die Pfarrstelle.
Seine Predigtweise war der Georg Joachim Zollikofers ähnlich, nur von größerer Herzenswärme, wozu wohl der strengkirchliche Charakter der Stadt, in der er wirkte, beigetragen hat. Die praktische Tendenz überwog, in deren Befolgung er oft ohne Scheu Verhältnisse auf der Kanzel besprach, die dort sonst nie berührt werden. Der Inhalt seiner Predigten bekundete einen gemäßigten Rationalismus. Trotz seiner seit 1817 sehr erweiterten Wirksamkeit in Schulinspektorat und Superintendentur war er auch noch schriftstellerisch tätig.

## Werke
- Nekrologien, unter anderem auf den Tod des Prinzen Ludwig von Preußen und der verwitweten Königin Christine Elisabeth, Gemahlin Friedrichs II.
- Sententiae Jesu Siracidae graece, Danzig 1795
- Jrenäus über die Kriegsübel, eine Trostschrift in 17 Büchern, 1797
- Reinhard und Ammon oder Prediger-Parallele, 1800
- Jesu Universalreligion, 1811